# Molossops temminckii
Molossops temminckii је сисар из реда слепих мишева и породице Molossidae. 

## Распрострањеност
Врста има станиште у Аргентини, Боливији, Бразилу, Венецуели, Гвајани, Еквадору, Колумбији, Парагвају, Перуу и Уругвају.

## Станиште
Врста Molossops temminckii има станиште на копну.

## Угроженост
Ова врста није угрожена, и наведена је као последња брига јер има широко распрострањење.

### Популациони тренд
Популациони тренд је за ову врсту непознат.